# Myzomela rubratra
Myzomela rubratra là một loài chim trong họ Meliphagidae.